# Kantoři (hudební skupina)
Česká folková skupina Kantoři existuje již od roku 1970 a patří tak k nejdéle nepřetržitě působícím hudebním formacím v ČR. Zpravidla hraje v kvartetu nebo triu zpěváků a muzikantů. Zaměřuje se především na lidové (popř. zlidovělé) písně z celého světa s příklonem ke keltskému folku, ve velké míře jsou samozřejmě zastoupeny české a moravské lidové písničky.
Lidové a folkové písničky Kantoři nejen "dováží" ze světa do České republiky, ale mnohokrát svůj um už i naopak vyvezli do zahraničí - např. do Německa, Polska, Maďarska, Ruska, na Ukrajinu, do Řecko, na Maltu, do Španělska, Portugalska, Francie, Dánska, na Kubu, Kypr, do Vietnamu, Švýcarska, Itálie... Vedle četných živých koncertů nabídla skupina své písničky posluchačům a divákům i prostřednictvím desítek rozhlasových nahrávek, televizních vystoupení i řady vydaných hudebních alb.

## Současné složení (od r.1992)
- Jan Filip - zpěv, housle, niněra, fidula, trumšajt, středověké dudy
- Martina Vejrová (dříve Filipová) - zpěv, příčná flétna, zobcové flétny, niněra, fanfrnoch, irské cínové píšťalky, píšťala s měchuřinou, low whistle, chalumeau, klarinet
- Miloš Panchartek - zpěv, kytara, bicí, hudební podehrávky
- Eva Černíková (nyní nevystupuje) - zpěv, kytara, klávesové nástroje, niněra, fanfrnoch, trumšajt, středověké dudy

## Diskografie

### Gramofonové desky
- LP Polní kvítí - české, moravské a slovenské lidové písničky (1983)
- LP Pokoj, štěstí, zdraví - krkonošské koledy (1985)
- LP Tam u Královýho Hradce - písničky z Prusko-rakouské války v roce 1866 (1986)
- LP Krakonošův rok - lidové písně z Krkonoš (1989)

### CD
- The Best of ...25 let - výběr z prvních čtyř LP k 25. narozeninám kapely 1995
- Kantoři (5) - výběr lidových písní různých národů 1998
- Zvěstujem Vám radost 2001 - vánoční písně a koledy
- Vitr z Keltie 2002 - tradiční písně z Irska, Skotska a z Bretaně
- Hodokvas 2003 - písně různých národů
- Vánoční rosička 2005 - vánoční písně a koledy
- Jarmark 2008 - písně různých národů
- Svítání 2011 - písně různých národů
- Dobrý večer Tobě 2016 - vánoční písně různých národů - LIVE nahrávka
- Hej, sokoli! 2018 - písně různých národů s převahou oblastí keltského folku
- Budem zpívat dál 2020 - písně různých národů - vydáno k 50 letům skupiny

### DVD

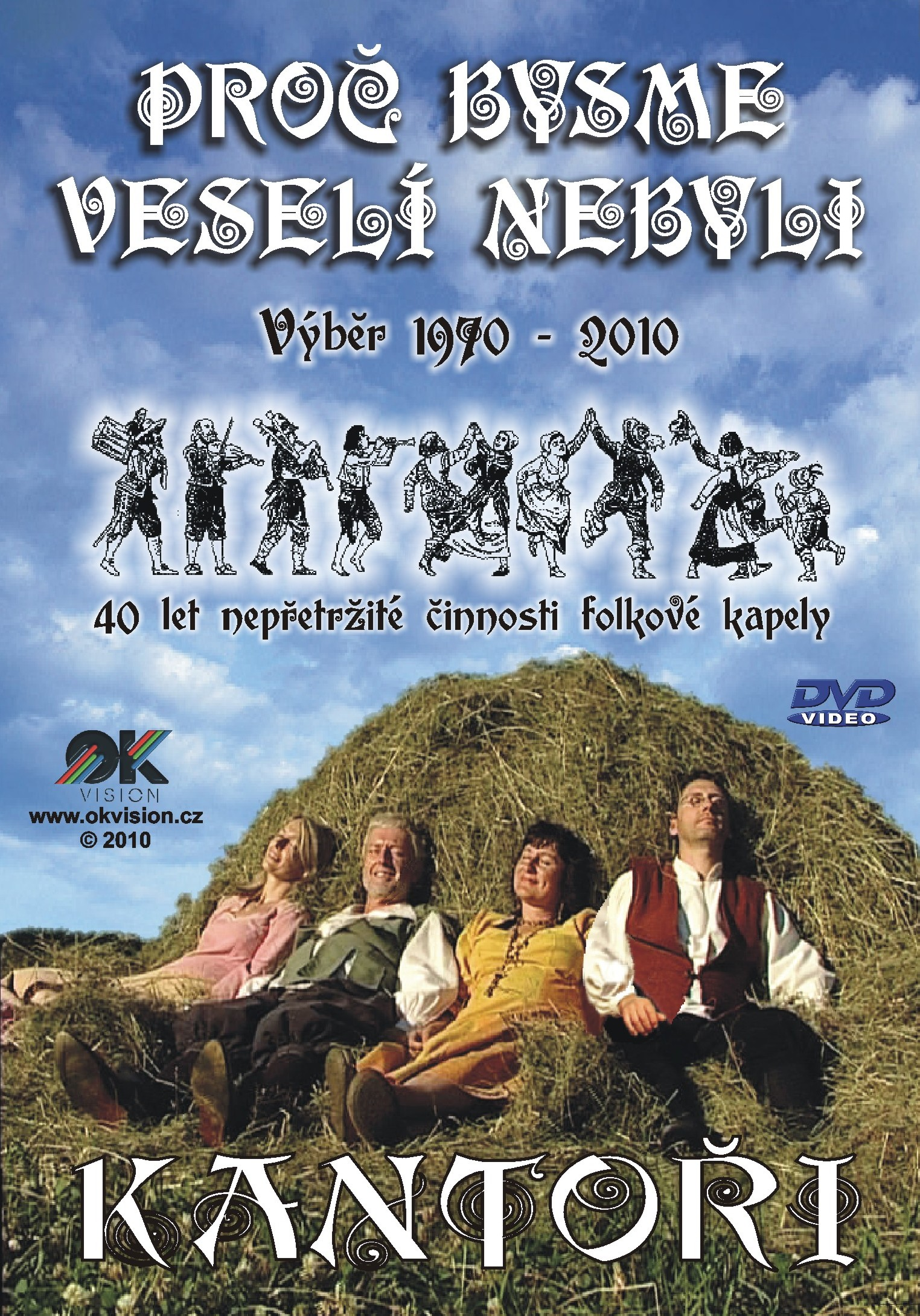
Ke svému 40. výročí vydali KANTOŘI výběrové DVD

- Vánoční koncert 2009 - záznam adventního koncertu v Novém Bydžově
- Proč bysme veselí nebyli 2010 - výběr ke 40 letům existence skupiny
- KANTOŘI 40 2010 - záznam slavnostního koncertu k výročí kapely
- KANTOŘI v Betlémě 2012 - vánoční písně a koledy různých národů

### Spoluúčast na výběrech
- 4. festival politické písně Sokolov 1976 - "Píseň 15. brigády"
- Porta 1980 - "Ráno"
- 20 let Porty 1988 - "Oranžový expres"
- Dostavník 31 1980 - "Opona" a "Dezertér"
- Porta 1987 - "Opona"
- Porta 3 (1971-72) 1998 . "Oranžový expres"
- Porta 5 (1974) 1999 - "Král Václav"
- Legendy folku 2003 - "Měsíček milovníček"